# Sami Frey
Sami Frey (Parijs, 13 oktober 1937) is een Franse acteur. 

## Leven en werk

### Afkomst, opleiding en eerste stappen
De ouders van Frey waren Poolse Joden die naar Frankrijk waren uitgeweken. Frey verloor zijn vader toen hij twee jaar was. Zijn moeder werd in 1942 gedeporteerd naar Auschwitz. Frey overleefde de oorlog met enkele familieleden. 
De jonge Frey was verzot op komedie en droomde ervan acteur te worden. Zoals zoveel Franse acteurs in spe volgde hij acteerlessen aan de cours René Simon. In 1956 maakte hij, in een kleine bijrol, zijn debuut op het grote scherm. Drie andere films volgden.

### Film

#### Doorbraak
Henri-Georges Clouzot deed een beroep op de charmes van de wat sombere, mooie, bruinharige jongeman voor La Vérité (1960), een van zijn laatste meesterwerken. Dit voor de Oscar voor beste internationale film-genomineerd misdaad- en gerechtsdrama behaalde een immens succes aan de kassa's. Frey's vertolking van een jonge dirigent op wie een ernstige studente viool én haar lichtzinnige zus (Brigitte Bardot) verliefd zijn bezorgde hem heel wat roem. 
Voor zijn drama Thérèse Desqueyroux (1962), naar de bekende gelijknamige roman van François Mauriac, castte regisseur Georges Franju Frey in de rol van een gegoede jongeman die wegens zijn longaandoening en zijn Joodse afkomst geen waardige partij is voor de halfzus (Édith Scob) van een rijke landeigenaar. Voor die rol kwamen zijn ietwat sombere charme en zijn voorkomen van romantische jeune premier met uitgemergelde gelaatstrekken Frey goed van pas.
De jaren zestig-zeventig waren Frey's productiefste. De helft van zijn films dateren uit die periode.

#### Tegenspeelsters
Brigitte Bardot was het eerste maar niet het laatste sixtiesicoon met wie Frey werd gecast. Verder deelde hij in de jaren zestig en vervolgens zeventig de affiche met onder meer Édith Scob, Catherine Deneuve (3 films), Mylène Demongeot, Anna Karina, Françoise Hardy, Michèle Mercier, Marie-France Pisier, Romy Schneider, Delphine Seyrig en Geraldine Chaplin. Later kruisten onder meer nog Jane Birkin, Diane Keaton, Theresa Russell, Nicole Garcia, Isabelle Adjani en Sophie Marceau zijn filmpad.  

#### Vier keer lid van een trio
Jean-Luc Godard regisseerde Frey in zijn kraakfilm Bande à part (1964) als lid van een trio kleine criminelen die een grote som willen buitmaken.
In het romantische César et Rosalie (1972), een van Claude Sautets succesvolle tragikomedies over relaties, vormde Frey (opnieuw) een driehoeksverhouding met leeftijdsgenote Romy Schneider die ook houdt van een oudere man, belichaamd door Yves Montand.
Ook in de zedenkomedie Pourquoi pas! (1977) maakte Frey als huisman Fernand samen met Louis en Alexa deel uit van een vreedzaam en tolerant 'ménage à trois'... tot de rust wordt verstoord wanneer Fernand een aantrekkelijke vrouw ontmoet.
In het drama L'Africana (1990) voerde cineaste Margarethe von Trotta Frey op als de journalist die zijn partner verlaat voor haar beste vriendin. Jaren later komen ze opnieuw samen om een aanvankelijk gespannen maar geleidelijk vriendschappelijk wordende relatie te vormen. 

#### Historische films
Frey was eveneens te zien in enkele historische films die zich afspeelden in de 18e eeuw. De succesrijke avonturenfilm Angélique et le Roy (1966) gaf Frey de kans in de huid te kruipen van een Ottomaanse chef. In de komische actie- en avonturenfilm Les Mariés de l'an II (1971) zette hij een markies neer. In het eerste deel van Guerres civiles en France (1978) werd hij gecast als de journalist en agitator Gracchus Babeuf.
Une rébellion à Romans (1981) speelt zich af in de 16e eeuw en toont Frey als een machtige rechter. In het eveneens in de 16e eeuw gesitueerde drama L'Œuvre au noir (naar de gelijknamige roman van Marguerite Yourcenar, 1988) werd Frey gecast als de prior van het Brugs klooster waar de humanistische alchemist en chirurgijn Zeno onder een valse naam werk vindt (als dokter voor de armen), na een leven van omzwervingen doorheen Europa.
In de mantel- en degenfilm La Fille de d'Artagnan (1994) gaf Frey gestalte aan de ouder wordende musketier Aramis die samen met d'Artagnan en de twee andere musketiers opnieuw in dienst treedt voor een nieuwe missie.

#### Auteursfilms
Doorheen zijn hele carrière heeft Frey opvallend veel zijn acteertalent ten dienste gesteld van filmauteurs. Onder hen onder meer Jean-François Adam, Marguerite Duras, Charles Belmont, William Klein, Jean-Daniel Pollet, Guy Gilles, Dušan Makavejev, Hugo Santiago, Jacques Doillon, Jeanne Labrune, Jérôme Salle, Marco Bellocchio, Tonie Marshall en Gérard Mordillat. 
In Mordillats En compagnie d'Antonin Artaud (1993) kroop Frey in de huid van de radicaal vernieuwende en getormenteerde theatermaker Antonin Artaud die net is ontslagen uit een psychiatrische instelling en twee jaar later zal sterven.
Frey's voorlopig laatste film, het drama Numéro une (2017), de laatste film van Tonie Marshall, toonde de moeizame en met misogyn gedrag bezaaide weg die een briljante vrouwelijke ingenieur (vrouw van Frey) moet bewandelen om aan het hoofd komen te staan van een beursgenoteerd bedrijf. 

#### Buitenlandse films
Als jeune premier, aan het begin van de jaren zestig, was Frey te zien in enkele Italiaanse (en een Spaanse) coproducties. 
Op rijpere leeftijd verscheen hij in twee Amerikaanse thrillers: in The Little Drummer Girl (1984) in de rol van een te ontmaskeren bomaanslagpleger van de Palestijnse Bevrijdingsorganisatie en in Black Widow (1987) in de rol van een rijke hotelier die dreigt het vierde slachtoffer te worden van een moorddadige vrouw die telkens huwt omwille van de erfenis. Waar Black Widow Frey voorstelde als eventueel slachtoffer dook Frey in de romantische komedie Le Garde du corps (1984) op als de geldbeluste moordenaar van zijn eerste twee vrouwen.   
Hij werd in de jaren tachtig ook gecast in twee Belgische films waarvan L'Œuvre au noir veruit de belangrijkste was.
Daarna werd hij nog enkele keren geregisseerd in Duitse coproducties, onder meer door Margarethe von Trotta. 

### Toneel
De toneelcarrière van Frey ging van start in 1956, net zoals zijn filmcarrière. Van meet af aan verscheen hij hoofdzakelijk in stukken van Franse (Paul Claudel, Nathalie Sarraute, Georges Perec) en vooral buitenlandse (Terence Rattigan, Federico García Lorca, Bertolt Brecht, Luigi Pirandello, Carlos Fuentes, Peter Handke, Samuel Beckett, Heiner Müller en Harold Pinter) moderne en hedendaagse auteurs.
Als voorlopig laatste podiumactiviteit las Frey in 2021 voor uit de toneeladaptatie van Claude Lanzmanns film Un vivant qui passe (1997). De film (en de lezing) bevat het voor Frey heel aangrijpende getuigenis van een afgevaardigde van het Internationaal Comité van het Rode Kruis die in 1943-1944 een bezoek bracht aan Auschwitz en aan Theresienstadt. 

### Privéleven
Nadat Frey Brigitte Bardot had ontmoet op de set van La Vérité verliet hij actrice en zangeres Pascale Audret. Drie jaar later, in het voorjaar van 1963, tijdens de opnames van Le Mépris, kwam er een einde aan de hartstochtelijke relatie tussen Frey en Bardot.
Daarna leefde Frey meer dan twintig jaar samen met Delphine Seyrig. 

## Filmografie
- 1956 - Pardonnez nos offenses (Robert Hossein)
- 1958 - Les Jeux dangereux (Pierre Chenal)
- 1959 - La Nuit des traqués (Bernard-Roland)
- 1959 - Le Travail c'est la liberté (Louis Grospierre)
- 1960 - La Vérité (Henri-Georges Clouzot)
- 1961 - Gioventu di notte (Mario Sequi)
- 1961 - Les Fiancés du pont Mac Donald (mini-film in Cléo de 5 à 7 (Agnès Varda)
- 1962 - Les Sept Péchés capitaux (anthologiefilm, episode L'orgueil van Roger Vadim)
- 1962 - Thérèse Desqueyroux (Georges Franju)
- 1962 - Il Disordine (Franco Brusati)
- 1963 - El juego de la verdad (José María Forqué)
- 1963 - L'Appartement des filles (Michel Deville)
- 1964 - Bande à part (Jean-Luc Godard)
- 1964 - La costanza della ragione (Pasquale Festa Campanile)
- 1965 - Qui êtes-vous, Polly Maggoo ? (William Klein)
- 1966 - Une balle au cœur (Jean-Daniel Pollet)
- 1966 - Angélique et le Roy (Bernard Borderie)
- 1968 - Manon 70 (Jean Aurel)
- 1968 - L'Écume des jours (Charles Belmont)
- 1969 - Mister Freedom (William Klein)
- 1969 - La Chasse royale (François Leterrier)
- 1971 - Les Mariés de l'an II (Jean-Paul Rappeneau)
- 1972 - Le Journal d'un suicidé (Stanislav Stanojevic)
- 1972 - Rak (Charles Belmont)
- 1972 - Jaune le soleil (Marguerite Duras)
- 1972 - César et Rosalie (Claude Sautet)
- 1972 - Paulina 1880 (Jean-Louis Bertuccelli)
- 1973 - M comme Mathieu (Jean-François Adam)
- 1974 - Sweet Movie (Dušan Makavejev)
- 1975 - Le Jardin qui bascule (Guy Gilles)
- 1976 - Le Jeu du solitaire (Jean-François Adam)
- 1976 - Néa (Nelly Kaplan)
- 1977 - Pourquoi pas! (Coline Serreau)
- 1978 - Une page d'amour (Maurice Rabinowicz)
- 1979 - Écoute voir (Hugo Santiago)
- 1978 - Guerres civiles en France (François Barat, Joël Farges en Vincent Nordon)
- 1981 - Une rébellion à Romans (Philippe Venault)
- 1983 - Mortelle randonnée (Claude Miller)
- 1984 - Le Garde du corps (François Leterrier)
- 1984 - The Little Drummer Girl (George Roy Hill)
- 1985 - La Vie de famille (Jacques Doillon)
- 1986 - L'Unique (Jérôme Diamant-Berger)
- 1986 - Sauve-toi, Lola (Michel Drach)
- 1986 - L'État de grâce (Jacques Rouffio)
- 1987 - Black Widow (Bob Rafelson)
- 1988 - De sable et de sang (Jeanne Labrune)
- 1988 - L'Œuvre au noir (André Delvaux)
- 1989 - Les Deux Fragonard (Philippe Le Guay)
- 1990 - L'Africana (Margarethe von Trotta)
- 1991 - Contre l'oubli (Patrice Chéreau en anderen)
- 1992 - La Voix (Pierre Granier-Deferre)
- 1992 - Hors saison (Zwischensaison) (Daniel Schmid) (de verteller)
- 1993 - En compagnie d'Antonin Artaud (Gérard Mordillat)
- 1994 - La Fille de d'Artagnan (Bertrand Tavernier)
- 1995 - L'Amour conjugal (Benoît Barbier)
- 1996 - Les Menteurs (Élie Chouraqui)
- 2000 - Les Acteurs (Bertrand Blier)
- 2002 - La Repentie (Laetitia Masson)
- 2005 - Anthony Zimmer (Jérôme Salle)
- 2006 - Il Regista di matrimoni (Marco Bellocchio)
- 2007 - Danse avec lui (Valérie Guignabodet)
- 2009 - Nuit de chien (Diese Nacht) (Werner Schroeter)
- 2009 - Mensch (film) (Steve Suissa)
- 2012 - Le Nez dans le ruisseau (Christophe Chevalier)
- 2015 - Marguerite et Julien (Valérie Donzelli)
- 2017 - Numéro une (Tonie Marshall)